# ウリウリ
ウリウリ（ハワイ語: ʻUlīʻulī）は、ハワイで使われる楽器。ココナッツやラアメアという椰子の実、瓢箪などの中にアリイ・ポエ(「アリイ」はオウコチョウの仲間の植物、「ポエ」は「種」という意味)や小さな貝などを入れて、持ち手を付けた楽器。外側が赤、中心側が黄色の羽で装飾することが多いが、装飾のないものもある。持ち手部分にはハウ(オオハマボウ)の樹皮やイエイエ(ハワイの蔓性の植物。オレンジ色の花はラウカイエイエという女神の象徴である)の葉などが巻かれることが多い。マラカスのように振ったり、太ももなどに軽く打ち付けたりして音を鳴らす。「ウリ」とはガラガラという音をあらわす擬音語である。1784年のキャプテンクックのハワイ上陸の時に、羽をつけたウリウリを持っての踊りが描写されている。イプヘケと共にハワイを代表する楽器である。